# Jamyang Norbu
Jamyang Norbu (Darjeeling, 1948/9) is een Tibetaans politiek essayist, schrijver, activist en etnomusicoloog. Hij leefde in ballingschap in India. Na veertig jaar in India te hebben gewoond, vertrok hij naar de Verenigde Staten en keerde juni 2009 terug naar Dharamsala.
Hij is onder meer te zien in de documentaire Tibet: 50 Years After the Fall uit 2009 van het regisseursduo Ritu Sarin en Tenzin Sönam.

## Biografie
Hij werd geboren uit een aristocratische familie uit Lhasa. Daar was hijzelf slechts op een leeftijd van één jaar toen zijn moeder daar een kort familiebezoek bracht. Hij studeerde aan het St. Joseph's College in Darjeeling, hoewel hij zijn studie niet afmaakte.
Tijdens zijn jeugd was hij lid van de Tibetaanse verzetsbeweging Chushi Gangdruk in  Mustang, Nepal. Later richtte hij samen met enkele andere Tibetaanse ballingen het Amnye Machen-instituut op, een Tibetaans centrum voor Advanced Studies in Dharamsala, dat in 1994 en 1996 de Deense Poul Lauretzen Freedom Award ontving. Hij was een van de voorzitters van het begin van het Tibetaans Jeugdcongres. Van 1979 tot 1984 was hij voorzitter van het Tibetaans Instituut voor Podiumkunsten.
Naast zijn onvermurwbare verzet tegen het Chinese bestuur in Tibet, bekritiseert hij eveneens de veertiende dalai lama Tenzin Gyatso en de Tibetaanse regering in ballingschap die hij te verzoenend vindt. Voor deze regering diende hij zelf sinds 1967 ook op verschillende posten.
Norbu schreef verschillende boeken en theaterstukken in het Tibetaans en het Engels. Voor zijn boek The Mandala of Sherlock Holmes ontving hij de prestigieuze Indiase boekprijs Hutch Crossword Book Award in 2000. Horseman in the Snow in 1978, in 1986 heruitgegeven onder Warriors of Tibet, kwam ook uit in het Engels uit en werd daarnaast vertaald naar het Frans, Japans en Pools. Verder schreef hij verschillende theaterstukken: The Chinese Horse (1970), Yuru (1981), The Claws of Karma (1982), Official Problem (1984), Titanic II (1998) en een traditionele operalibretto The Iron Bridge (1983).
Norbu gaf gastcolleges over de Tibetaanse cultuur aan meer dan honderd universiteiten en instituten, waaronder Harvard, Columbia, Cambridge en Stanford. Hij trad op in verschillende radio- en televisieprogramma's wereldwijd.